# Wüstenfeldsches Palais

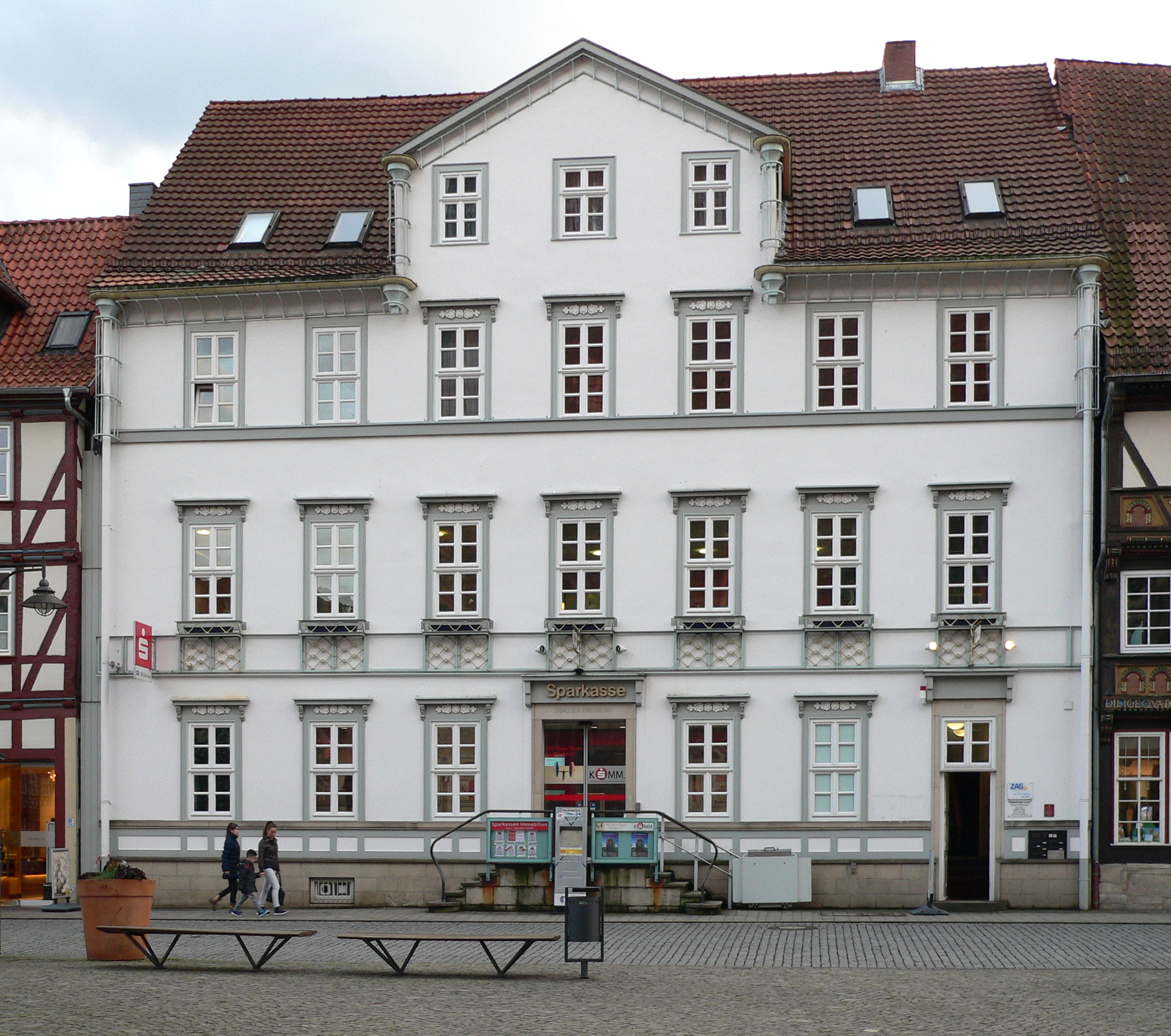
Wüstenfeldsches Palais

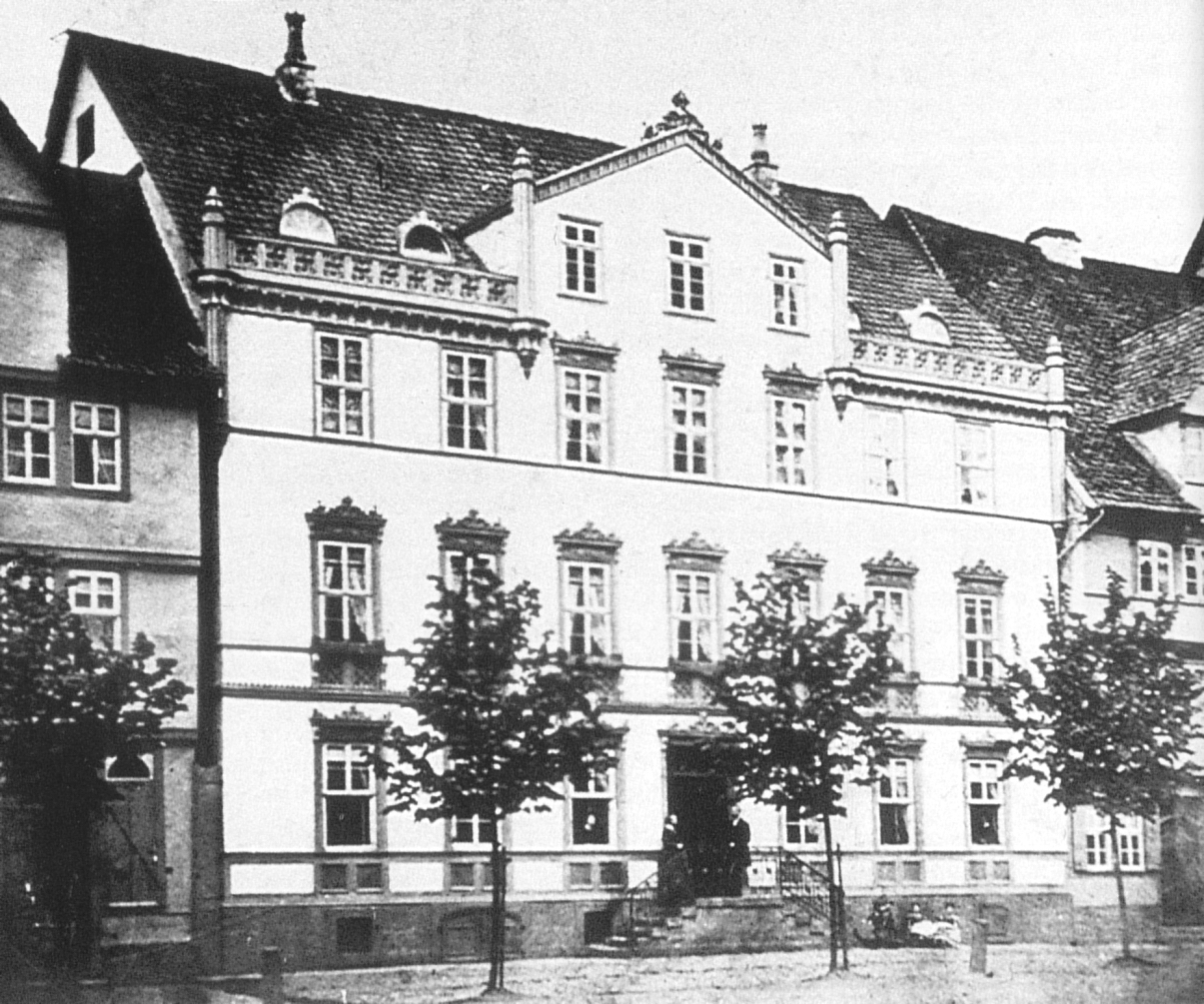
Das Gebäude um 1900

Das Wüstenfeldsche Palais ist ein denkmalgeschütztes Gebäude in Hann. Münden in Südniedersachsen. Das palaisartige Bürgerhaus wurde 1804 von dem Unternehmer Christian Bernhard Wüstefeld im Stil des Klassizismus errichtet. Es galt zu dieser Zeit als das repräsentativste bürgerliche Gebäude des Ortes.

## Beschreibung
Das Wüstenfeldsche Palais steht auf dem Grundstück Kirchplatz 5 gegenüber der St.-Blasius-Kirche. Früher trug das Grundstück die Nr. 253. Darauf wurde im Jahr 1446 ein Fachwerkhaus mit Schweinestall, Schuppen und Hofraum erbaut. Es stand in kirchlichem Besitz und diente dem Pastor der St.-Blasius-Kirche als Wohnung. Der Mündener Fernhändler Christian Bernhard Wüstefeld erwarb das Grundstück 1804. Im selben Jahr ließ der nach dem Abbruch des möglicherweise abgebrannten Vorgängerbaus das Palais errichten. Er gehörte in fünfter Generation zu einer seit 1685 in Münden ansässigen Händlerfamilie.
Das Haus diente seinen Besitzern jeweils als Wohngebäude. Einem Besteuerungsnachweis von 1867 zufolge hatte es auf vier Etagen 10 Stuben, einen Saal, zwei Küchen und 11 Kammern. Darüber hinaus gab es Nebenräume, wie Keller, Dachboden, Wäsche- und Vorratskammern.
1821 besuchte König Georg IV. als erster Monarch seit 66 Jahren seine deutschen Stammlande, darunter auch Münden. Als Quartier wählte er das Wüstenfeldsche Palais, da das Welfenschloss Münden wegen seiner damaligen Nutzung als Kornlager nicht in Frage kam.
Das Gebäude stand bis 1919 im Besitz der Familie Wüstefeld und wurde dann an den Hessischen Bankverein in Kassel verkauft. Im selben Jahr kam es zu einer baulichen Veränderung der Fassade. 1922 wurde der Bankverein von der Commerzbank übernommen, in deren Besitz das Gebäude bis 1955 blieb. Dann ging es auf die Sparkasse Münden über, die darin seit 1961 eine Filiale unterhält.